# Aquara
Aquara (Acuàra in dialetto cilentano) è un comune italiano di 1 270 abitanti della provincia di Salerno in Campania.

## Geografia fisica

### Territorio
Aquara si trova a circa 500 m s.l.m. su una collina, che raggiunge un'altezza massima di 770 metri (tempa di Aquara), si affaccia sulla Valle del Calore, mentre alle sue spalle si ergono i monti Alburni. Data la sua collocazione strategica e non avendo ostacoli visivi prossimi, da Aquara è possibile spaziare lo sguardo dal monte Gelbison fino al mare, dove in occasione di giornate particolarmente limpide compare l'isola di Capri.
Il suo territorio rientra in parte nel parco nazionale del Cilento, Vallo di Diano e Alburni ed è attraversato dal fiume Calore lucano, un affluente del Sele.
- Classificazione sismica: zona 2 (sismicità media), Ordinanza PCM. 3274 del 20/03/2003.
- Classificazione climatica: zona D, 1762 GG

## Origini del nome
Il suo nome deriverebbe dall'abbondanza di acqua del suo territorio, caratteristica riportata anche sullo stemma del comune raffigurante un'amazzone che regge nelle mani due idrie versando dell'acqua.

## Storia
Aquara ha origini che risalgono all'epoca greca, precisamente intorno agli anni fra il 150 e il 132 a.C. Non si esclude che il territorio di Aquara fosse già conosciuto dai Greci di Poseidonia e dai Romani. A conferma di ciò è emerso nella località Madonna del Piano (a valle del paese) un complesso abitativo di epoca romana, unico esempio della Valle del Calore.

### Dominazioni e feudatari
La millenaria esistenza di Aquara si intreccia con la storia delle dominazioni che l'intera Valle del Calore e del Fasanella subì nel corso dei secoli, e con essa l'intero Mezzogiorno. Dai longobardi ai normanni, dagli svevi agli angioini fino ai borboni, un crogiolo di culture diverse che rendono unico l'intero sud Italia.
Il borgo è citato per la prima volta in un documento dell'XI secolo. Fra i suoi feudatari vi furono Guglielmo d'Altavilla, figlio di Tancredi d'Altavilla, Pandolfo Fasanella che partecipò alla congiura di Capaccio (in seguito della quale l'esercito di Federico II distrusse per ritorsione il castello e l'abbazia di San Pietro, situata a valle del paese), Tommaso Sanseverino ed il leggendario Ettore Fieramosca, eroe della Disfida di Barletta. Nel XVI secolo la contea di Aquara passò al Duca Fabrizio Spinelli, la cui famiglia detenne i diritti su castello e terre fino al 1884.

### XIX secolo e Unità d'Italia
Dal 1811 al 1860 Aquara ha fatto parte del circondario di Sant'Angelo a Fasanella, appartenente al distretto di Campagna del regno delle Due Sicilie. Dal 1860 al 1927, durante il regno d'Italia ha fatto parte del mandamento di Sant'Angelo a Fasanella, appartenente al circondario di Campagna.

## Monumenti e luoghi d'interesse
Numerosi sono i siti di particolare rilievo storico ed architettonico presenti sul territorio di Aquara. Dal Castello medievale, abitato dai vari feudatari e posto nella parte più alta del paese a totale controllo dell'intera vallata sottostante, alle numerose Chiese, senza dimenticare i mulini ad acqua e gli intatti portoni settecenteschi. Ricco anche il patrimonio naturalistico, con le fontane sorgive disseminate su tutto il territorio comunale, la ricchezza boschiva e l'incontaminato fiume Calore, sulle cui sponde sorge la frazione di Mainardi.

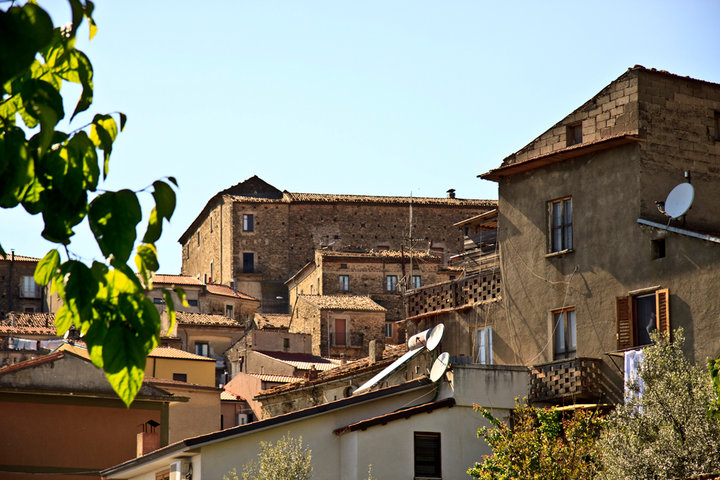
Il castello medievale di Aquara visto da Via Aldo Moro

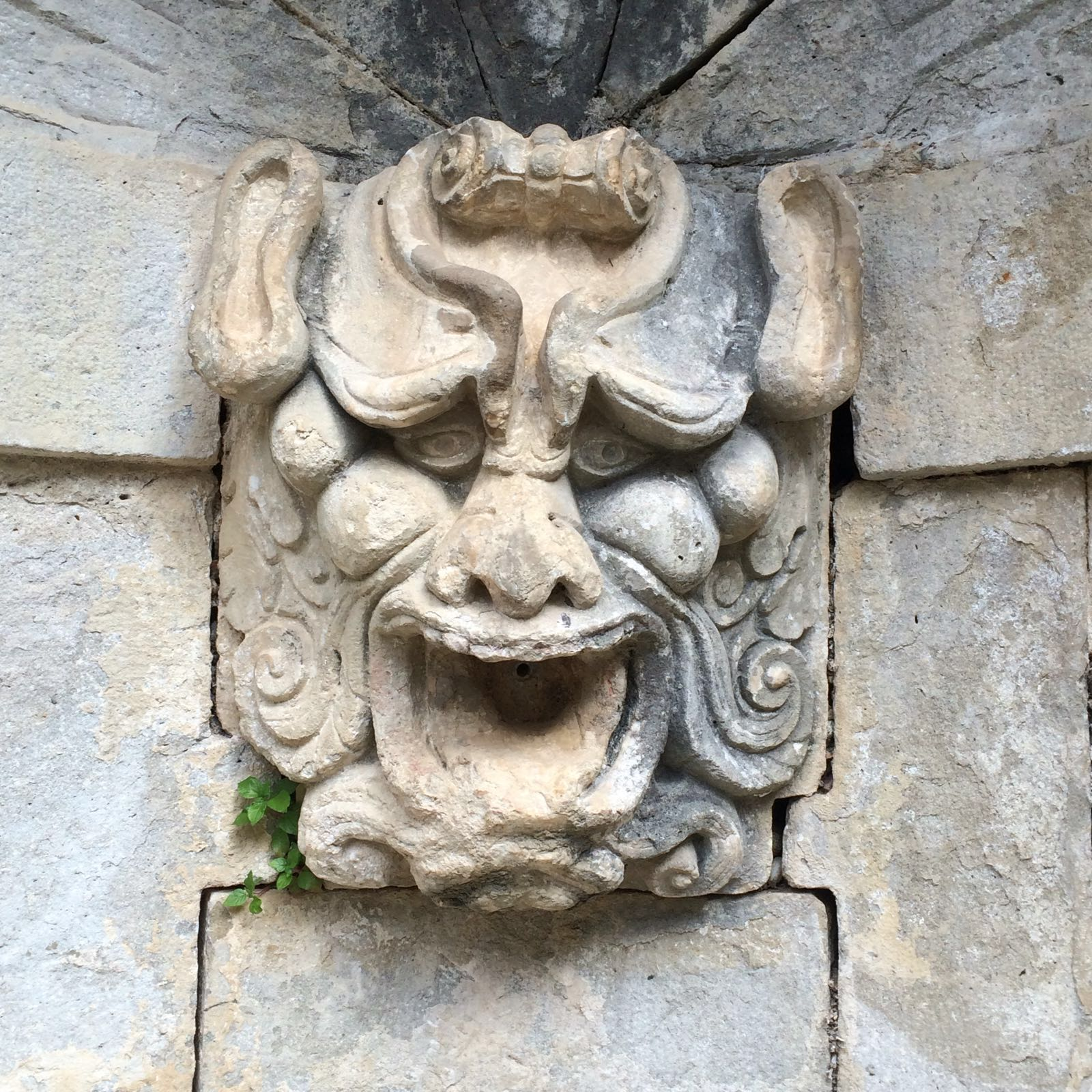
Dettaglio del mascherone della fontana che riforniva di acqua il castello

### Castello e residenza feudale
Costruzione inizialmente databile fra il 1190 e il 1230, fu dimora dei numerosi vassalli del ducato. Parzialmente distrutto in seguito alla congiura di Capaccio (1245-1246), fu successivamente ricostruito in data incerta. Al suo interno sono ancora presenti i simboli della dominazione feudale (L'Aquila della famiglia Spinelli) ed il "mascherone" della fontana da cui sgorgava l'acqua portata al castello dalla sorgente "Condotti" attraverso l'acquedotto (le cui rovine sono in parte ancora visibili).

### Santuario diocesano di "San Nicola di Bari" per il culto di San Lucido di Aquara
Chiesa principale del paese, la cui costruzione è databile intorno all'XI secolo. Formata da 3 navate divise da 5 colonne di blocchi monolitici su ciascun lato. Uno degli altari laterali è dedicato al santo patrono San Lucido.
- Chiesa della Madonna del Carmine
- Cappella di San Rocco (XVII secolo)
- Cappella della Madonna del Piano
- Ruderi della badia di San Pietro
- Ruderi del convento della SS. Annunziata (1512)
- Fontane pubbliche
- Riserva naturale Foce Sele - Tanagro, sito di interesse comunitario IT 8050010 comprendente le fasce litoranee a destra e sinistra del fiume Sele e parte del litorale tirrenico.

## Società

### Evoluzione demografica
A causa del fenomeno migratorio degli anni '60 e '70 la popolazione aquarese è via via diminuita.
Al 31 dicembre 2019 i residenti erano 1 412, dei quali 705 maschi e 707 femmine.
Abitanti censiti

### Etnie e minoranze straniere
Al 31 dicembre 2009 ad Aquara risultano residenti 25 cittadini stranieri.

### Religione
La maggioranza della popolazione è di religione cristiana appartenenti principalmente alla Chiesa cattolica; il comune appartiene alla forania di Sant'Angelo a Fasanella, della diocesi di Teggiano-Policastro ed è composto dalla parrocchia di San Nicola di Bari.

## Economia
Il territorio è prevalentemente destinato alla produzione agricola e rientra nell'area di produzione dell'olio di oliva DOP Colline Salernitane. Ad Aquara è presente la Banca di Credito Cooperativo di Aquara.

## Infrastrutture e trasporti

### Strade
- Strada statale 166 degli Alburni;
- Strada provinciale 12/a Controne-Castelcivita-Bivio S.Vito.
- Strada provinciale 44/a Innesto SP 12 (Bivio S.Vito)-Aquara.
- Strada provinciale 44/b Aquara-Innesto ex SS 166 (Ponte Calore).
- Strada Fondovalle Calore " Innesto Grotte di Castelcivita - Mainardi di Aquara"

## Amministrazione

### Sindaci
| Periodo          | Periodo          | Primo cittadino  | Partito                             | Carica  | Note   |
| ---------------- | ---------------- | ---------------- | ----------------------------------- | ------- | ------ |
| 20 novembre 1994 | 29 novembre 1998 | Vincenzo Luciano | PDS                                 | Sindaco | [ 11 ] |
| 29 novembre 1998 | 25 maggio 2003   | Vincenzo Luciano | centro-sinistra                     | Sindaco | [ 11 ] |
| 26 maggio 2003   | 26 maggio 2013   | Franco Martino   | lista civica                        | Sindaco | [ 11 ] |
| 27 maggio 2013   | 10 giugno 2018   | Pasquale Brenca  | lista civica è il Popolo Che Vince! | Sindaco | [ 11 ] |
| 10 giugno 2018   | 14 maggio 2023   | Antonio Marino   | lista civica Aquara al Centro       | Sindaco | [ 11 ] |
| 14 maggio 2023   | in carica        | Antonio Marino   | lista civica Aquara al Centro       | Sindaco | [ 11 ] |

### Altre informazioni amministrative
Il comune fa parte della comunità montana Alburni.
La gestione del ciclo dell'acqua è affidato all'ATO 2 Sele.
Le competenze in materia di difesa del suolo sono delegate dalla Campania all'autorità di bacino interregionale del fiume Sele.

## Sport

### Impianti sportivi
- Campo di calcio "Raffaele Capozzoli" in Madonna del Piano
- Campo di calcio a 5 Giannunzio Luongo

### Arti Marziali
Nel comune di Aquara risiede l’associazione sportiva Seika Karate Club, che fa parte della Federazione Sportiva Italiana Karate Fesik